# Katsuaki Watanabe
Pour les articles homonymes, voir Watanabe.
Katsuaki Watanabe (渡辺 捷昭, Watanabe Katsuaki, né le 13 février 1942 dans la préfecture de Mie, au Japon) a été le président et CEO de Toyota.

## Biographie
Katsuaki Watanabe, qui a obtenu son diplôme d'économie de l'Université Keiō de Tokyo, rejoint Toyota dès la fin de ses études en 1964.
Il figurait dans la liste des 100 personnes les plus influentes du monde établie par le magazine américain TIME en 2005 et 2007.